# Владко Мачек
Вла́дко Ма́чек (хорв. Vladko Maček, *20 червня 1879, Ястребарско, Королівство Хорватія — †15 травня 1964, Вашингтон, США) — хорватський і югославський політик першої половини XX століття. Провідник Хорватської селянської партії після загибелі її засновника С. Радича та протягом усієї Другої світової війни. Родич польського генерала Станіслава Мачека.

## Молодість
Мачек не був хорватом за походженням. Народився в сім'ї словенсько-чеського походження в селі Купінец поблизу Ястребарско, на південний захід від Загреба. Він доводиться двоюрідним братом польському генералові Станіславу Мачеку. У 1903 здобув докторський ступінь з права в Загребському університеті. Працював службовцем у судах Загреба, Петріні, Самобора та Іванця, а потім стажувався як юрист у Крапині, після чого з 1908 р. відкрив приватну юридичну практику у м. Светі-Іван-Зеліна.
Вступив у Хорватську селянську партію Степана Радича з моменту її заснування. Прослуживши під час Першої світової війни офіцером австро-угорської армії, став близьким сподвижником Радича. Відбуваючи строк ув'язнення (1919—1920 рр.), був обраний заступником голови ХСП, а після його звільнення з в'язниці в 1920 р. — депутатом Національних Зборів як кандидат ХСП від Беловарсько-Крижевецької жупанії. У 1925 р., після того, як Радич відвідав Москву і партія вступила в Селянський інтернаціонал, Мачека було заарештовано владою Югославії. Попри ув'язнення його було обрано депутатом Національних зборів від ХСП по Сремській жупанії. Через кілька місяців після арешту Селянська партія увійшла в уряд, що дало підставу для його виходу на волю.

## Голова Селянської партії
Після вбивства Радича сербським націоналістом Мачек став лідером Селянської партії. Незабаром він став одним з основних опонентів короля Александра І і його «диктатури 6 січня». За опозиційну діяльність його знову було заарештовано в 1933 р. і випущено після вбивства Александра хорватським націоналістом у 1934 р. Його мета, яку він декларував у ті роки, полягала у перетворенні Югославії з унітарної держави, де домінували серби, в нову форму держави, федерацію або навіть конфедерацію, де була б відновлена державність Хорватії. Ідеї Мачека дістали підтримку не тільки серед селян, але й серед практично всіх класів хорватського суспільства, серед людей найрізноманітнішої ідеологічної спрямованості. Мачек також підтримував тісні зв'язки з іншими опозиційними партіями Югославії, і хоча його коаліція програла вибори 1938 р., вона все одно залишилася впливовою силою.

## Бановина Хорватія
Цілеспрямовані зусилля Мачека було винагороджено в серпні 1939 р., коли прем'єр-міністр Югославії Драгіша Цветкович уклав з ним так звану «Угоду Цветковича — Мачека» про створення автономної бановини Хорватії (територія включала сучасну Хорватію та населену хорватами частину Боснії і Герцеговини). Баном Хорватії було призначено члена Селянської партії Івана Шубашича, а сам Мачек отримав посаду 1-го заступника прем'єр-міністра Югославії.

## Друга світова війна і крах партії
Тріумф виявився короткочасним, оскільки після вторгнення нацистів у Югославію в квітні 1941 р. Бановина Хорватія фактично припинила існування. Німці розглядали Мачека як ідеального кандидата на роль глави маріонеткового уряду і запропонували йому стати новим прем'єр-міністром, але він двічі відмовився. У той час Мачек був одним з небагатьох європейських політиків, твердо впевнених у майбутній поразці Німеччини. Мачек прагнув не допустити втягування Хорватії у війну, тому він прийняв тактику «помірного колабораціонізму». З одного боку, він закликав своїх прихильників з Селянської партії поважати новий режим Анте Павеліча, а в той самий час делегував свого представника Юрая Крнєвича для участі в емігрантському уряді Югославії.
Його тактика виявилася руйнівною для його партії і його власної кар'єри. У жовтні 1941 р. його було схоплено і запроторено в концтабір Ясеновац. Через кілька місяців його було переведено під домашній арешт в своєму будинку в с. Купінец. Тим часом, почався розкол у його партії — частина стала усташами, тоді як інші приєдналися до партизанського руху Тіто. Незважаючи на опозиційне ставлення до усташів, Мачек не зажив довіри серед комуністичних партизанів.

## Останні роки

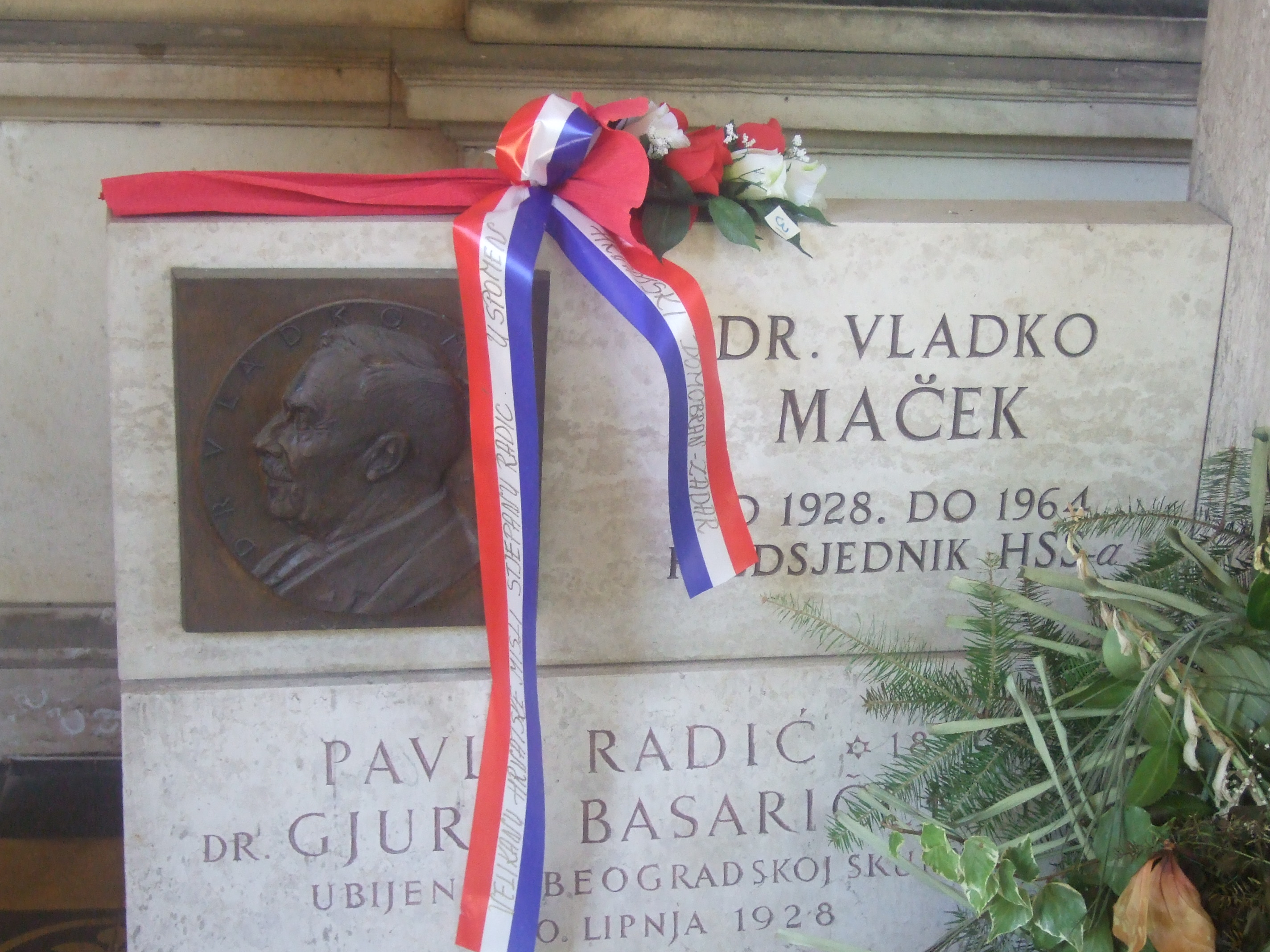
Могила Мачека на кладовищі Мірогой в Загребі

У 1945 р. Владко емігрував, спочатку у Францію, а згодом у США. 12 червня 1945 р. Мачека прийняв міністр закордонних справ Франції Жорж Бідо, запропонувавши йому право на проживання у Франції. В еміграції він продовжував залишатися шанованою людиною, йому неодноразово пропонували очолити емігрантські організації, але він відмовлявся.
Помер у Вашингтоні. Останки було перевезено в Хорватію в 1996 р. і поховано на кладовищі Мірогой у Загребі. Посмертно його нагороджено Великим Орденом короля Дмитра Звонимира в 2004 р.